# Chaîne de Maïmandjine
La chaîne de Maïmandjine (en russe : Майманджинский хребет) est une chaîne de montagnes de l'oblast de Magadan, dans le district fédéral d'Extrême-Orient, en Russie.

## Géographie

### Situation, topographie
La chaîne de Maïmandjine s'élève à la limite occidentale du système des hauts plateaux de la Kolyma. Les montagnes sont d'altitude moyenne, le sommet le plus élevé de la chaîne culmine à 1 872 mètres dans la partie sud de la chaîne.
La chaîne est située dans l'interfluve des rivières Bakhaptcha (en) et Bouïounda, deux affluents droits de la Kolyma qui coule vers le nord. Le plateau d'Olsky se trouve à l'extrémité sud. Le mont Khetinskaïa (Гора Хетинская), à 2 031 mètres d'altitude, s'élève au nord-ouest, au-delà de l'extrémité nord de la chaîne, et à l'ouest se trouvent les hautes terres de la Haute Kolyma (en).

### Hydrographie
La Yama prend sa source sur les pentes sud-ouest de la chaîne de Maïmandjine et la Bouïounda et la Nyavlenga à l'extrémité sud, dans le massif de Kilgan. La Talaïa, un affluent de la Bouïounda, et la Nerega, un affluent de la Bakhaptcha, prennent leur source sur les pentes nord-est. La Maltan, un autre affluent de la Bakhaptcha, coule vers le nord, sous les pentes occidentales,.